# Адам, Люсьен
Люсьен Адам (фр. Lucien Adam; 31 мая 1833—1918) — французский филолог.
По окончании парижского юридического факультета совершил путешествие по Северо-Американским Соединённым Штатам, по возвращении занимал различные административные и судебные должности. Изучал вначале урало-алтайские языки, а в 1870 г. также и американские, и издал по ним многочисленные труды, как то: «Esquisse d' une grammaire comparée des dialectes Cree et Chippeway» (Пар., 1876), «Examen grammatical comparé de seize langues américaines» (Пар., 1878), «Grammaire de la langue Jâgane» (Пар., 1885). Немаловажную услугу науке оказал Адам продолжением основанного Эзекуэлем Урикехеа «Bibliothèque linguistique americaine», в которой он издал исследование языков гвайаны (Guaiana), чикитосов, тимукуа и тэнса. Адам был организатором обоих конгрессов американистов в Нанси и Люксембурге.